# پروانه حق نشر همگانی
پروانه حق نشر همگانی به آن دسته از پروانه‌ها گفته می‌شود که محتوای منتشرشده تحت آن‌ها برای عموم مردم عرضه می‌شود و همه می‌توانند به آن دسترسی پیدا کنند. برای نمونه پروانه‌های معرفی‌شده توسط سازمان کرییتیو کامنز از این نوع‌اند. این مفهوم را نباید با مفهوم پروانه‌های باز — که برای اشاره به پروانه‌هایی که محدودیت‌های بسیار کمی بر محتوا اعمال می‌کنند و اجازهٔ استفادهٔ تجاری در آن‌ها باید ممکن باشد — اشتباه گرفت.
پروانه‌های همگانی غیر انحصاری‌اند و با وجود اینکه صاحب امتیاز آن‌ها می‌تواند اجازهٔ استفاده‌های خاص به افراد مختلف بدهد یا خودش فراتر از اجازه‌های داده‌شده در پروانه عمل کند، اما نمی‌تواند حقوق داده‌شده در پروانه را به انحصار یک گروه خاص درآورد. این موضوع استفاده از آن‌ها را در کاربردهای تجاری محدود می‌کند. همچنین پروانه‌های همگانی پس از صادرشدن قابل پس‌گرفتن نیستند، با وجود اینکه مجوزدهنده می‌تواند در آینده اثرش را با مجوزهای محدودتری منتشر کند، اما نمی‌تواند جلوی انتشار و دست به دست شدن آثاری که تا کنون منتشر شده‌اند را بگیرد.